# Détention (droit civil)
Pour les articles homonymes, voir Détention.
En droit civil, la détention est l'action de détenir une chose, désigne en droit des biens l'exercice d'un pouvoir de maîtrise sur une chose qui se distingue de la possession en ce que le détenteur ne se considère pas comme le véritable propriétaire.
Est ainsi détenteur, celui qui, en exécution d'un contrat, conserve un bien pour le compte d'autrui, qu'il soit propriétaire ou possesseur ; à titre d'exemples : un locataire (bail civil, bail commercial...), un gagiste ou celui qui détient une chose prêtée.
La détention n'entraîne pas la prescription acquisitive.

## Droit québécois
En droit québécois, les articles 911, 939 à 946, 953, 964, 1713 et 1714 du Code civil du Québec sont quelques-unes des dispositions pertinentes en matière de détention. L'article 953 dispose notamment que « Le propriétaire d'un bien a le droit de le revendiquer contre le possesseur ou celui qui le détient sans droit; il peut s'opposer à tout empiétement ou à tout usage que la loi ou lui-même n'a pas autorisé ».